# Alte Brücke über die Hönne

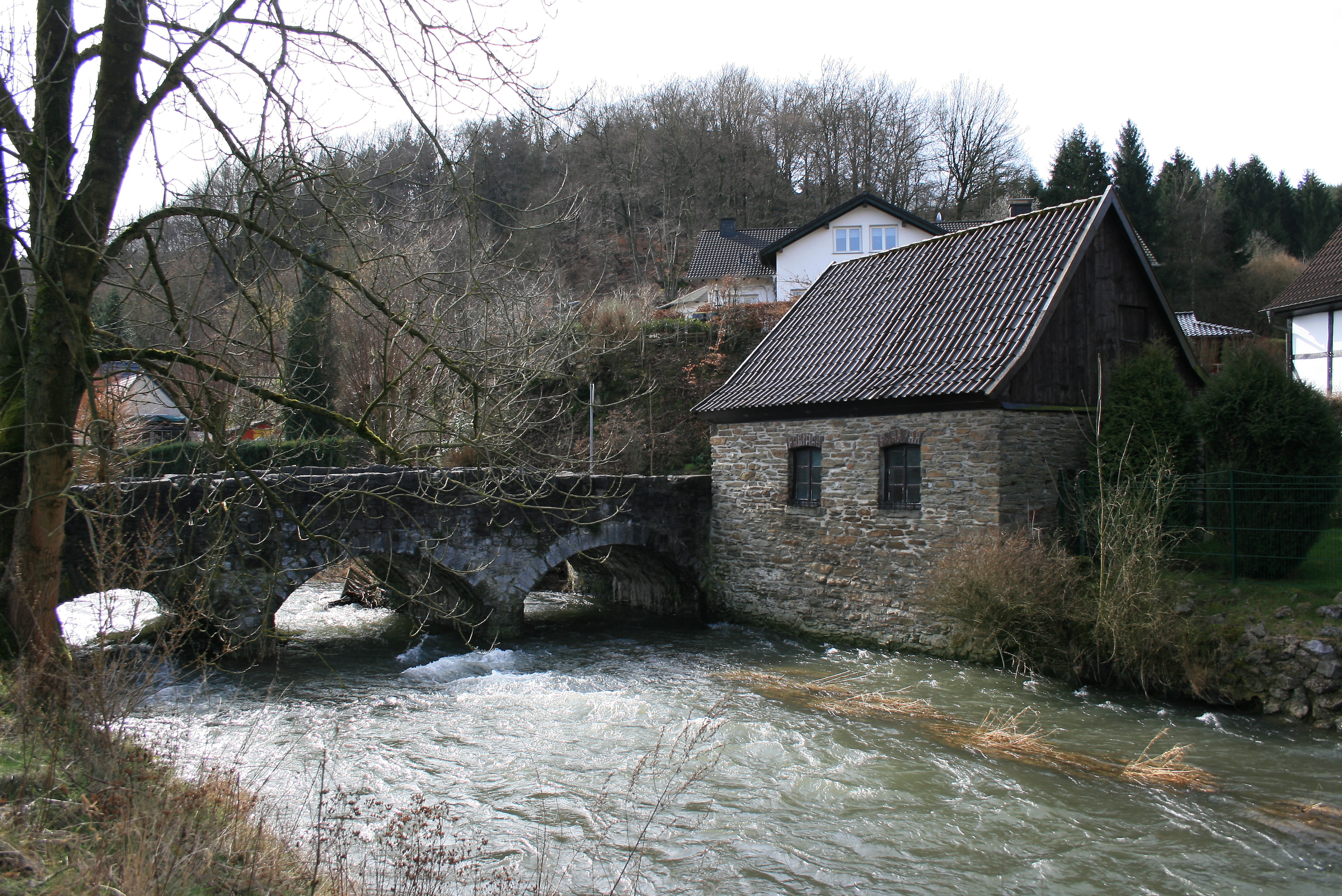
Alte Brücke, 2007

Die Alte Brücke über die Hönne befindet sich an der alten Schmiede am Glashüttenweg in Volkringhausen, einem Ortsteil von Balve. Es handelt sich um eine dreibogige Steinbrücke aus Bruchstein. Sie wurde 1841 im Hönnetal errichtet. Die Brücke und die Schmiede wurden am 26. Januar 1984 in die Liste der Baudenkmäler in Balve eingetragen.